# Monotipo (editoria)
Nelle arti visive e in editoria d'arte, dal nome stesso, il monotipo è un unico esemplare di stampa; il termine deriva dal greco antico: τύπος?, týpos, "impronta, figura" e μόνος, mónos, "solo, singolo". 
Tale tecnica consiste nella realizzazione di un'immagine stampata solitamente con l'ausilio di un torchio calcografico in cui la matrice di disparate forme, dimensioni, materiali (in particolare lastra metallica o vetro), viene disegnata direttamente con l'inchiostro calcografico, con colori ad olio o con i più recenti inchiostri all'acqua, inserendo ritagli di carte colorate, pezzi metallici, ed altro secondo il gusto personale. La superficie così movimentata risulterà piacevolmente materica. Avviata la stampa, non è necessario usare carta bagnata come per l'acquaforte ma solo leggermente inumidita, preferibilmente sul retro con spruzzino o spugna. Passando poi il tutto nel torchio si otterrà l'immagine del proprio manufatto impressa sul foglio e speculare rispetto alla matrice.
Altro metodo di preparazione di un monotipo è quello di stendere del colore per mezzo di un rullo, sulla superficie della matrice, il più uniformemente possibile, per poi "sottrarlo" ovvero asportarlo con una spatolina o stecchetta di legno o raschietto. Questo procedimento sottrattivo è stato molto usato da Giovanni Benedetto Castiglione, detto il Grechetto, al quale si attribuisce l'invenzione durante il Seicento.

## Artisti e incisori al monotipo
- Enrico Accatino
- Antonio Ballero
- Sigfrido Bartolini
- Alighiero Boetti
- Giovanni Benedetto Castiglione, detto Il Grechetto
- Roberto Ciaccio
- Sandro Chia
- Edgar Degas
- Seth Hoffman
- Luigi Malice
- Lino Mannocci
- Valerio Miroglio
- Alessandro Monteleone
- Gianni Palminteri
- Mario Pauletto
- Paolo Scheggi
- Piero Simondo
- Pietro Tinu
- Luciano Zarotti
- Tullio Silvestri